# Dynaspidiotus umtalii
Dynaspidiotus umtalii är en insektsart som först beskrevs av Hall 1929.  Dynaspidiotus umtalii ingår i släktet Dynaspidiotus och familjen pansarsköldlöss.
Artens utbredningsområde är Zimbabwe. Inga underarter finns listade i Catalogue of Life.